# Uruoca
Uruoca là một đô thị thuộc bang Ceará, Brasil. Đô thị này có diện tích 696,77 km², dân số năm 2007 là 12697 người, mật độ 18,22 người/km².